# Fuß (Einheit)
Ein Fuß (ⓘ) (englisch foot, Plural feet) bzw. Schuh ist ein früher in vielen Teilen der Welt verwendetes Längenmaß, das je nach Land meist 28 bis 32 cm maß, in Extremfällen auch 25 und 34 cm.
Der Fuß ist neben der Fingerbreite, der Handbreite, der Handspanne, der Elle, dem Schritt und dem Klafter eine der ältesten Längeneinheiten.
Das einzige heute noch übliche Fußmaß, der englische Fuß, beträgt 1 ft = 30,48 cm (12 Zoll). Obwohl es sich nicht um eine SI-Einheit handelt, wird die Einheit Fuß auch international noch häufig verwendet, vor allem in der See- und Luftfahrt.

## Ursprünge

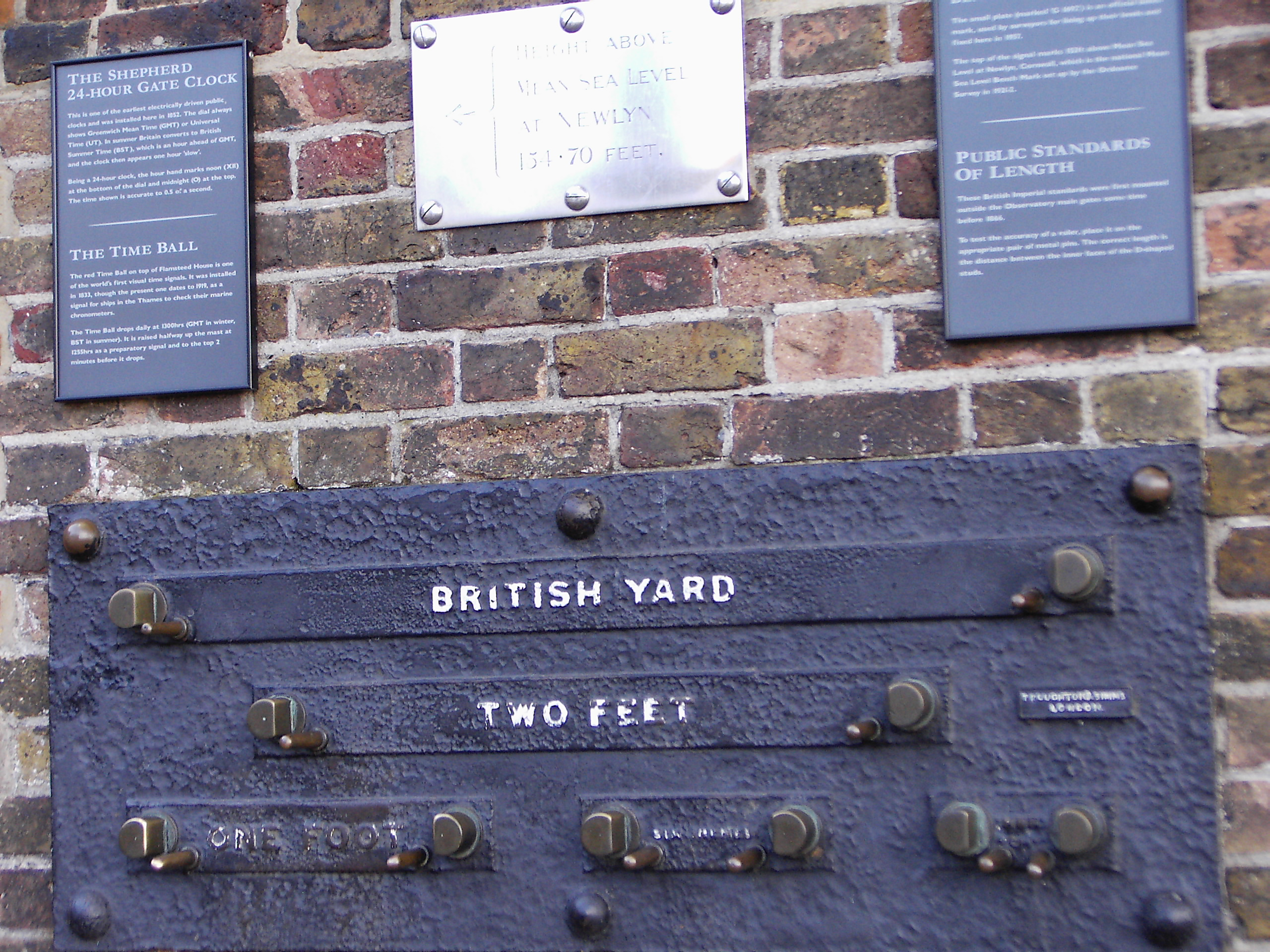
Öffentlich zugängliche Etalons verschiedener Länge an der Außenwand des Royal Greenwich Observatory

Seit wann der Fuß als Maßeinheit verwendet wird, ist umstritten. Sichere Schlüsse können aus den frühesten Funden von Maßstäben gezogen werden. Das älteste unbeschädigte Fundstück dieser Art ist die sogenannte Nippur-Elle aus Mesopotamien. Durch Einkerbungen erschließen sich Untereinheiten zu 30 Fingerbreit (digiti à 1,73 cm), woraus sich die Maßeinheiten Fuß mit 16 digiti (27,6 cm) sowie die Handbreite (palmus = 4 digiti) ergeben. Versuche, die Länge der Elle an Gebäuden zu überprüfen, führten zu einem Mittelwert von 518,65 mm.
Ob daraus – wie im Fall des megalithischen Yard – ein gemeinsames Urmaß abgeleitet werden kann, ist in der Fachwelt umstritten. Identische Längen oder ihre Untereinheiten in verschiedenen Kulturen könnten auch eine Folge der Einheitlichkeit von Körpermaßen sein, auf die sie zurückgehen.

## Antike
Noch vor der IV. Pharaonen-Dynastie teilten ägyptische Geometer die Nippur-Elle nur noch in 28 Teile. Dadurch wuchs der Fuß als Maß auf 51,8 cm ÷ 28 × 16 ≈ 29,6 cm. Genau diese Länge hatte auch das römische Fußmaß. Demnach unterhalten der megalithische bzw. Nippur-Fuß und der römische Fuß ein Verhältnis von genau 28 zu 30.
Ein Fuß (lat. pes ≈ 29,6 cm) ist also vier Handbreit (lat. palmus ≈ 7,4 cm) bzw. sechzehn Fingerbreit (lat. digitus ≈ 1,85 cm). Neben dem offiziellen pes monetalis wurde in einigen Teilen der römischen Nordwestprovinzen auch der sogenannte pes drusianus (≈ 33,27 cm) verwendet, der gegenüber dem offiziellen Fußmaß um etwa 2 digiti länger war. Er wurde benannt nach dem Feldherrn Nero Claudius Drusus. Das „Vier-Fuß-Maß“ nannte man in der Spätantike auf Lateinisch ulna (Elle). Das „Maß von 1½ Fuß“ ist die natürliche Elle (lat. cubitus). Das „Fünf-Fuß-Maß“ ist der Doppelschritt (lat. passus). Das englische Yard hat genau drei Fuß.
Im alten Griechenland zum Beispiel gab es neben dem hauptsächlich verwendeten, eigentlichen Fuß (griechisch pous) zu 16 Fingerbreit auch eine sogenannte Pygme zu 18 Fingerbreit. Diese Pygme (Unterarm bis zum Handgelenk) wurde oft in Übersetzungen in Ermangelung eines geeigneten Wortes auch als „Fuß“ bezeichnet. Dennoch kann festgehalten werden, dass über die gesamte Zivilisationsgeschichte hinweg der Fuß stets 16 Fingerbreit beträgt, wobei der „Finger“ als die eigentliche Grundeinheit angesehen werden kann.
Unter den mannigfaltigen, stets voneinander abgeleiteten griechischen Systemen sind vor allem der gemeingriechische Fuß zu nennen (wissenschaftlich seit Heron auch als Pous metrios bezeichnet), der später österreichischer Fuß wurde, sowie der besonders für die Erdvermessung des Eratosthenes relevante griechisch-kyrenaische Fuß der Antike.
Griechische Fußmaße
- 1 Fuß (äginetischer) = 33,30 Zentimeter
- 1 Fuß (altattischer) = 33,00 Zentimeter
- 1 Fuß (attischer) = 31,04 Zentimeter
- 1 Fuß (dorischer) = 32,65 Zentimeter
- 1 Fuß (ionischer) = 34,83 Zentimeter
- 1 Fuß (makedonischer) = 27,50 Zentimeter
- 1 Fuß (olympischer) = 32,05 Zentimeter
- 1 Fuß (solonischer) = 29,60 Zentimeter

## Mittelalter und frühe Neuzeit

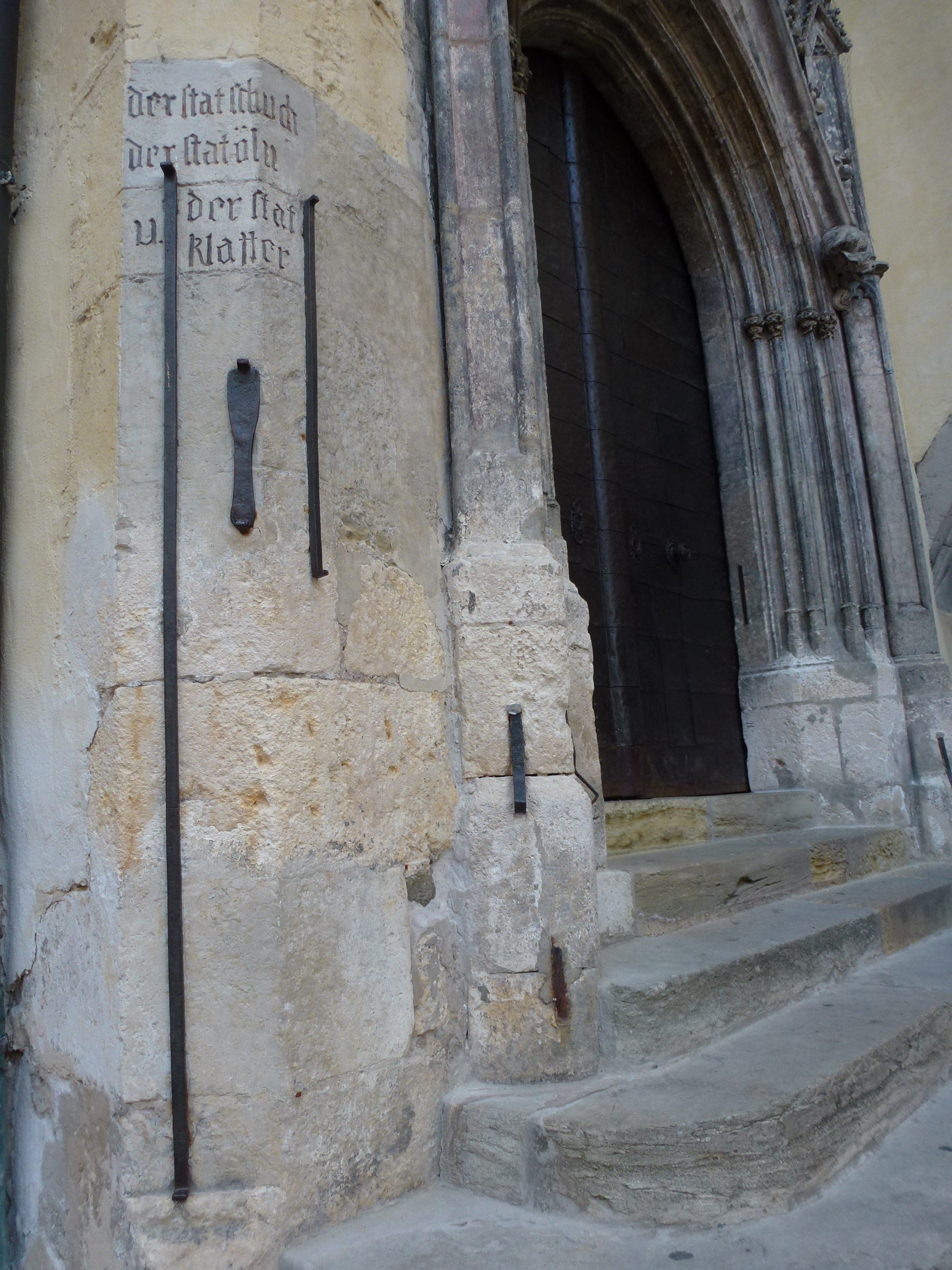
Längenmaße am Alten Rathaus in Regensburg: Schuh (= Fuß), Elle und Klafter

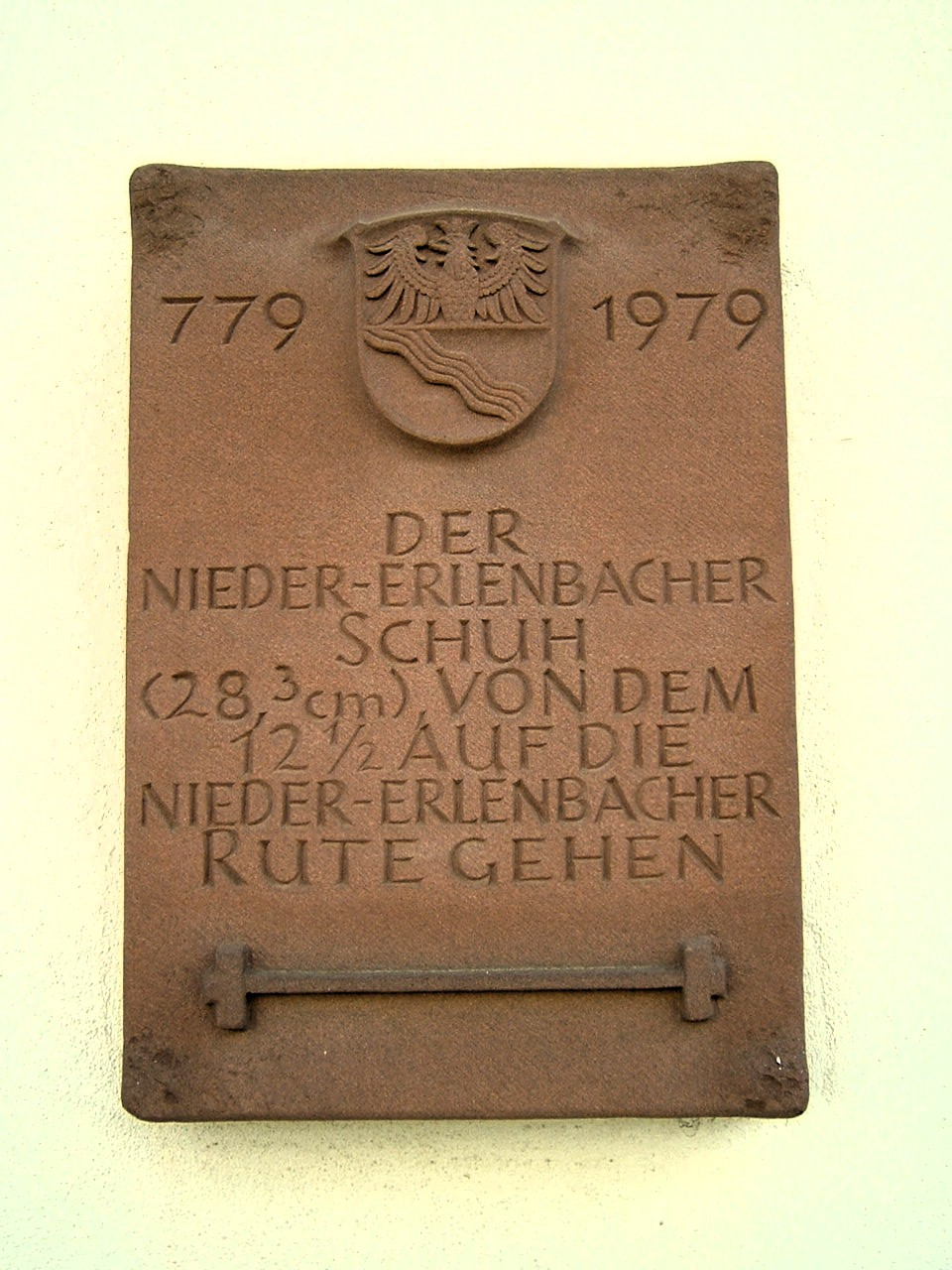
Der Nieder-Erlenbacher Schuh
hatte 28,3 cm.

Erst im Mittelalter mit seiner Vorliebe für das Duodezimalsystem wurde der Fuß statt in sechzehn in zwölf Untereinheiten geteilt. Dadurch ergab sich die Daumenbreite, das sogenannte Zoll (lat. uncia, engl. inch, frz. pouce). Auch in anderen Kulturkreisen, z. B. in Japan oder China, sind Längenmaße in Größe des menschlichen Fußes bekannt.
Ein karolingischer Fuß maß 32,24 cm, der „Pariser Königsfuß“ 32,48 cm (vermutlich vom pes drusianus abgeleitet) und der weit verbreitete Rheinfuß knapp 31,4 cm.
Der Karlsfuß war auf 32,5 Zentimeter festgelegt.
Bei nahezu allen Bauwerken des Mittelalters wurde der Fuß als Grundbaumaß verwendet. Er lässt sich bei Kirchenbauwerken meist durch Teilung des Breitenmaßes mit einer theologisch relevanten ganzen Zahl rekonstruieren. Die Dombauhütten und ihre Baumeister verwendeten regional unterschiedliche eigene Fußmaße, die entweder antike Fußmaße oder deren Ableitungen waren. Die rekonstruierten Längen liegen zwischen 25 und 35 cm.
Wie man in der frühen Neuzeit versuchte, „ein gerechtes Meßrut“ als Mittelung zu schaffen, zeigt folgender Text des Rechenmeisters, Feldmessers und Stadtschreibers Jakob Köbel aus Oppenheim von 1535:

„Ein Meßrute nach rechter Art vnd künstlichem gemeinẽ Gebrauch sol also gemacht werden. Es sollen sechtzehen mann / klein vnd groß / wie die vngefehrlich nach einander auß der Kirchen gehẽ / ein jeder vor den andern einen Schuch stellen / vnnd damit ein Lenge / die da gerad sechtzehen derselben Schuch begreiffet / messen / Dieselbige Lenge ist / vnd sol seyn / ein gerecht / gemein Meßrute / damit man das Feldt messen soll / …“

Eine Anweisung zur Grenzvermessung zwischen der Grafschaft Nassau und der Landgrafschaft Hessen-Darmstadt aus dem Jahre 1719 legt unter Punkt 5 fest, dass zur Vermessung „eine Rute zu 18 Schuh, der Schuh zu 12 Zoll“ verwendet werden solle.
Mit der Einführung des dezimalen Meters in Frankreich im Jahre 1793 brach man erstmals in der Menschheitsgeschichte mit der Verwendung aller konkret auf den Menschen bezogenen Grundmaße sowie mit der traditionellen Bezugnahme auf andere, schon bestehende Maße. Die neue Referenz sollte nun der Erdumfang sein. In bestimmten Bereichen, etwa der Landvermessung und Schifffahrt, wurden allerdings schon zuvor verschiedene „geografische Meilen“ (z. B. in Deutschland 1/15 Äquatorgrad lang) und davon abgeleitete Größen verwendet. Der Meter wurde rein abstrakt als zehnmillionster Teil der Entfernung vom Pol zum Äquator definiert. In der Folge verschwand das klassische menschliche Fußmaß im Geltungsbereich des Meters.
Zur Vereinfachung und besseren Akzeptanz der Umstellung auf den Meter wurde im 19. Jahrhundert da und dort das alte Fußmaß auf runde Werte des neuen Systems gebracht. Dieser erneuerte Fuß entsprach im Großherzogtum Hessen genau 25 cm, im Großherzogtum Baden sowie in der Schweiz (siehe auch: Schweizer Fuss) genau 30 cm und im Herzogtum Nassau genau 50 cm. Diese Einheiten wurden dann meistens in zehn statt wie zuvor in zwölf Zoll geteilt. Andere Staaten beschränkten sich darauf, ihren Fuß und andere Maßeinheiten in Abhängigkeit zum metrischen Systems zu definieren.

## Deutschsprachiger Raum

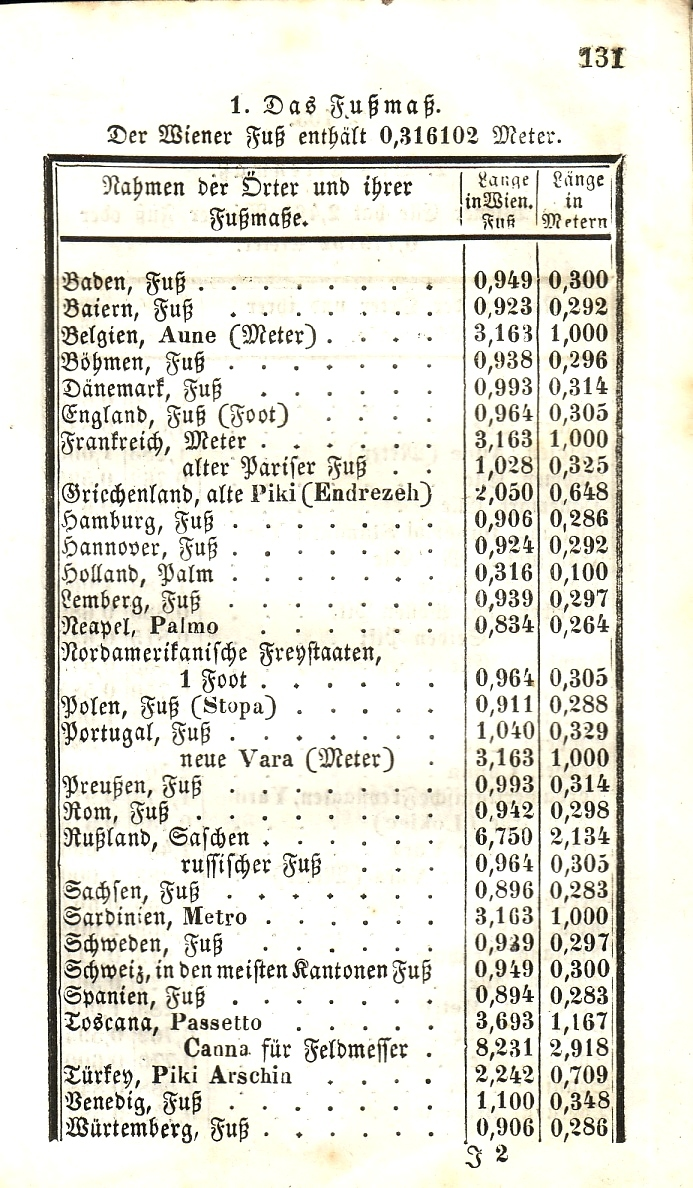
Aus dem Lehrbuch des gesammten Rechnens für die vierte Classe der Hauptschulen in den k. k. Staaten (1848)

Die verschiedenen alten deutschen Fußmaße sind durch den Norddeutschen Bund und die Übernahme seiner Gesetze bei der Gründung des Deutschen Reiches (1871) sowie den darauf folgenden deutschen Beitritt zur internationalen Meterkonvention (1875) ganz aufgegeben worden.

In Österreich galt überwiegend der pous metrios zu 31,61 cm.
Terminologisch entsprach dem Fuß regional der Schuh.
Beispiele der Fußmaße in einigen deutschen Städten und Ländern (gerundet):
- 282 mm in Weimar
- 283 mm in Sachsen
- 285 mm in Frankfurt am Main
- 286 mm in Württemberg
- 287 mm in Hamburg[8][9]
- 288 mm in Hessen-Kassel
- 288 mm in Hessen-Darmstadt
- 289 mm in Bremen
- 291 mm in Aschaffenburg
- 292 mm in Bayern
- 292 mm in Hannover
- 296 mm in Augsburg (römischer Fuß)
- 296 mm in Oldenburg (römischer Fuß)
- 297 mm in Salzburg (Erzstift, römischer Fuß)
- 304 mm in Nürnberg
- 304 mm in Meiningen-Hildburghausen
- 314 mm in Preußen (Rheinfuß)
- 316 mm[10] in Wien, Österreich  (Pous metrios)

Reformierte Fußmaße im Rheinbund (ab 1806) bzw. nach dem Wiener Kongress (1814/1815) sowie in der Schweiz (gemäß Konkordat von 1835):
- 25 cm in Hessen
- 30 cm in Baden und in der Schweiz
- 33⅓ cm in der Pfalz

Spezielle Fußmaße:
- 291 mm im Schiffbau (Schiffsfuß) in Lübeck
- 284,91 mm als Katasterfuß in Kurhessen
- 292,87 mm als Artilleriefuß in Bayern

## Europäische Fußmaße
| Name                          | Pariser Linien | Millimeter |
| ----------------------------- | -------------- | ---------- |
| 1 Amsterdamer Fuß             | 125,48         | 283,0615   |
| 1 Ansbacher Stadt-Fuß         | 132,92         | 299,8447   |
| 1 Antwerpener Fuß             | 126,6          | 285,588    |
| 1 Aschaffenburger Fuß         | 127,45         | 287,5      |
| 1 Augsburger Fuß              | 131,29         | 296,1678   |
| 1 Bamberger Feldschuh         | 124,296        | 280,3905   |
| 1 Berliner Fuß                | 139,13         | 313,8536   |
| 1 Braunschweiger Fuß          | 126,5          | 285,3625   |
| 1 Breslauer Fuß               | 127,65         | 287,9567   |
| 1 Brüsseler Fuß               | 122,2          | 275,6624   |
| 1 dänischer Fuß               | 139,13         | 313,8536   |
| 1 Danziger Fuß                | 127,15         | 286,8287   |
| 1 Dresdener Fuß               | 123,3          | 283,1066   |
| 1 Eichstädter Fuß             | 134,784        | 304,0498   |
| 1 Frankfurter Fuß             | 126,162        | 284,6      |
| 1 Fuldaer Fuß                 | 125,4          | 282,881    |
| 1 alter Fuß, Griechenland     | 135,8          | 306,3417   |
| 1 mittlerer Fuß, Griechenland | 138,6072       | 310,6473   |
| 1 Hamburger Fuß               | 127,0          | 286,4903   |
| 1 Karlsruher Feldfuß          | 123,336        | 278,2250   |
| 1 Karlsruher Werkfuß          | 129,0528       | 291,1212   |
| 1 Königsberger Fuß            | 136,4          | 307,6952   |
| 1 Krakauer Fuß                | 158,0          | 356,4211   |
| 1 Leipziger Fuß               | 125,3          | 282,6555   |
| 1 Londoner Fuß                | 135,1154       | 304,7974   |
| 1 Münchner Fuß                | 129,38         | 291,8593   |
| 1 Nassauer Feldfuß            | 221,648        | 500,00     |
| 1 Nassauer Markfuß            | 132,99         | 300,00     |
| 1 Nürnberger Artilleriefuß    | 129,83         | 292,8703   |
| 1 Nürnberger Stadt-Schuh      | 134,75         | 303,969    |
| 1 Pariser Fuß                 | 144,00         | 324,8394   |
| 1 Prager Fuß (Böhmen)         | 131,4          | 296,416    |
| 1 Regensburger Fuß            | 139,0          | 313,5603   |
| 1 Rheinländer Fuß             | 139,13         | 313,8536   |
| 1 römischer alter Fuß         | 130,68         | 294,7918   |
| 1 römischer neuer Fuß (Palmo) | 099,03         | 223,3948   |
| 1 russischer Fuß              | 238,6          | 538,10     |
| 1 Salzburger Fuß              | 131,6          | 296,8672   |
| 1 schwedischer Fuß            | 131,6          | 296,8672   |
| 1 spanischer Fuß              | 125,8          | 282,6555   |
| 1 Tiroler Fuß                 | 148,11         | 334,111    |
| 1 venezianischer Fuß          | 154,0          | 347,3978   |
| 1 Wiener Fuß                  | 140,127        | 316,1023   |
| 1 Wiesbadener Fuß             | 127,36         | 297,298    |
| 1 Württembergischer Fuß       | 127,00         | 286,4904   |
| 1 Würzburger Fuß              | 129,3661       | 291,8279   |
| 1 Zürcher Fuß                 | 133,6005       | 301,38     |

(Quelle unter)
Limprandischer Fuß

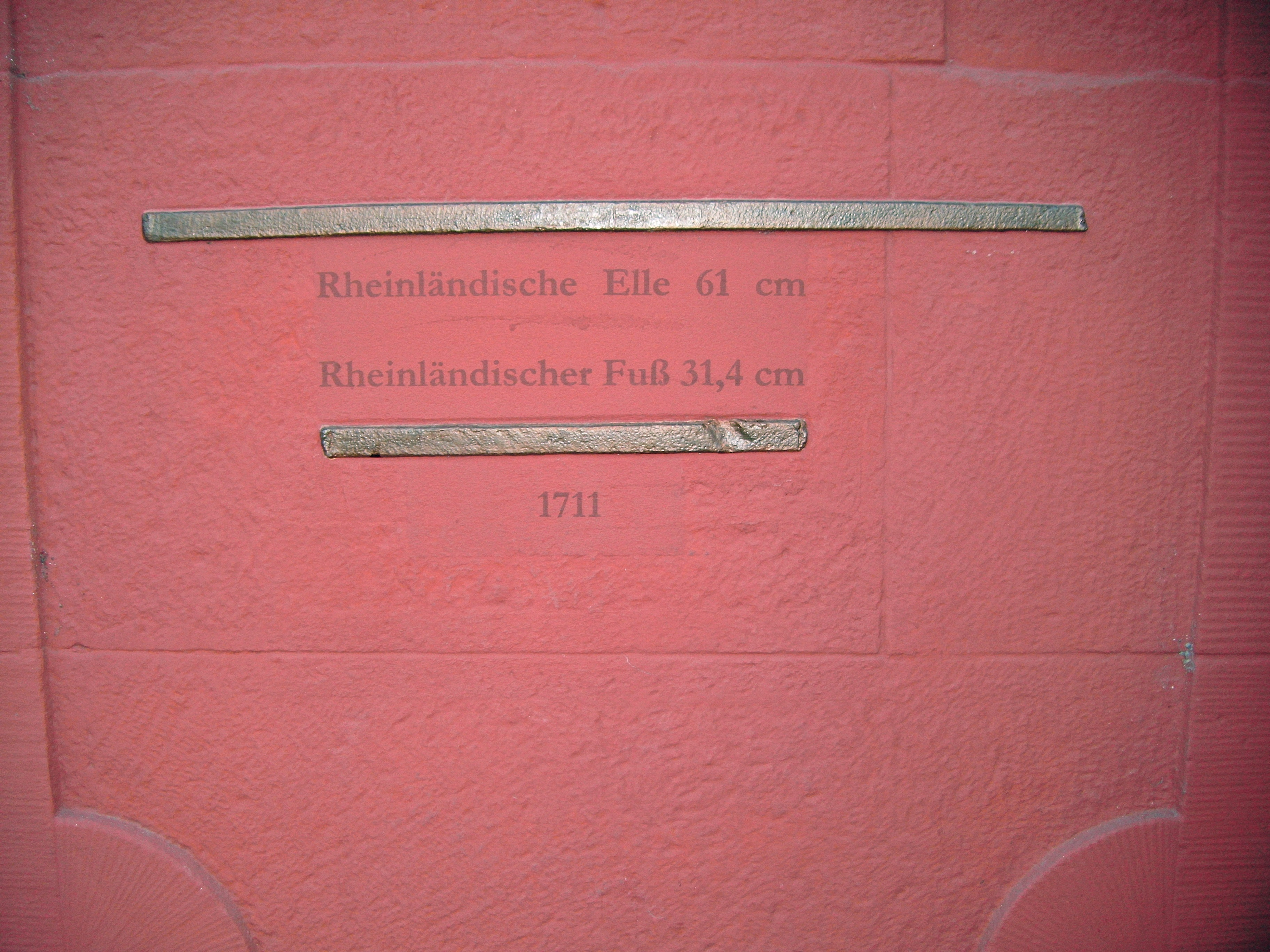
Rheinische Elle und rheinischer Fuß, öffentliches Maß am alten Rathaus Mannheim, 1711

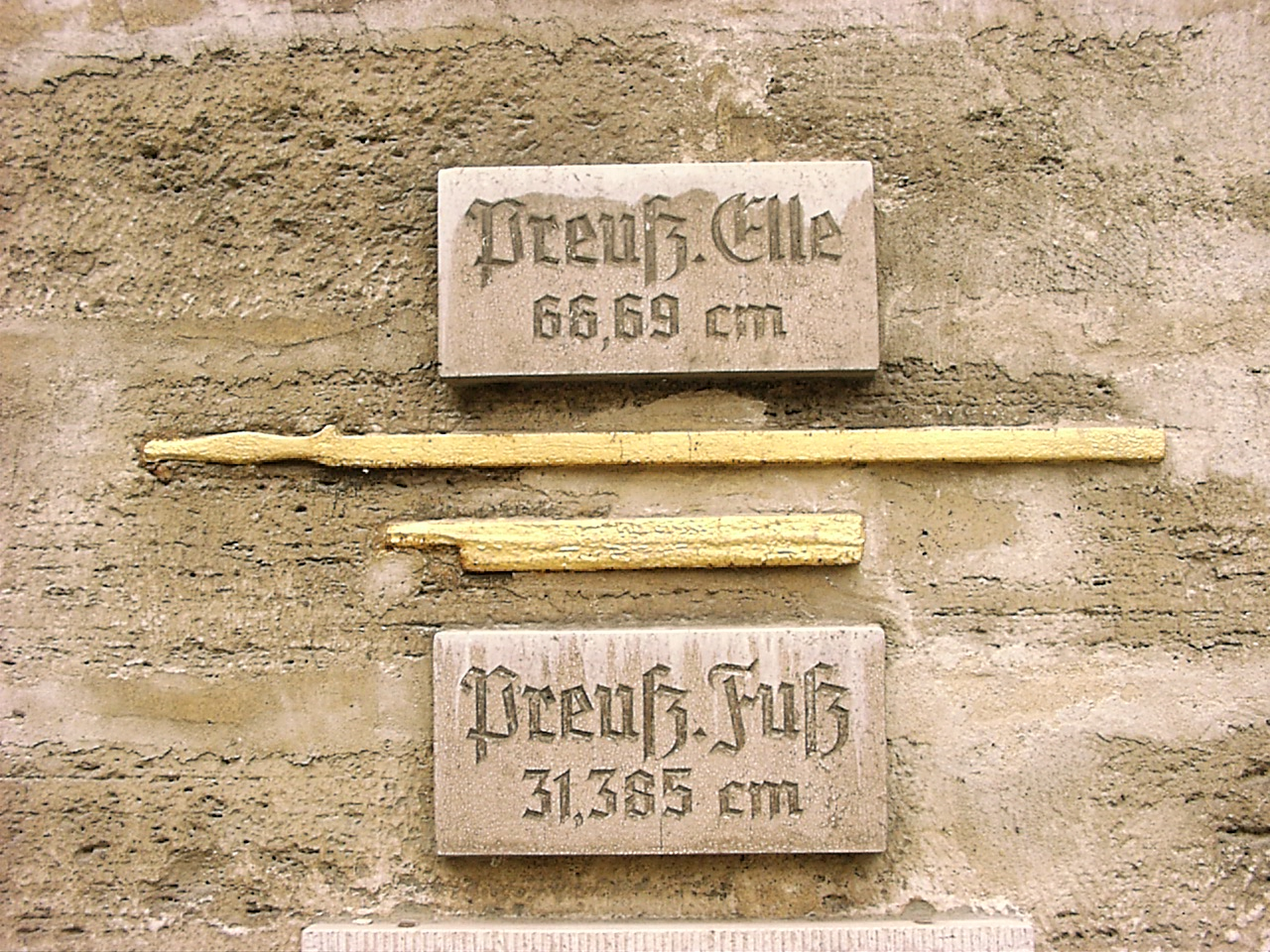
Preußische Elle und preußischer Fuß am Rathaus von Bad Langensalza, Thüringen

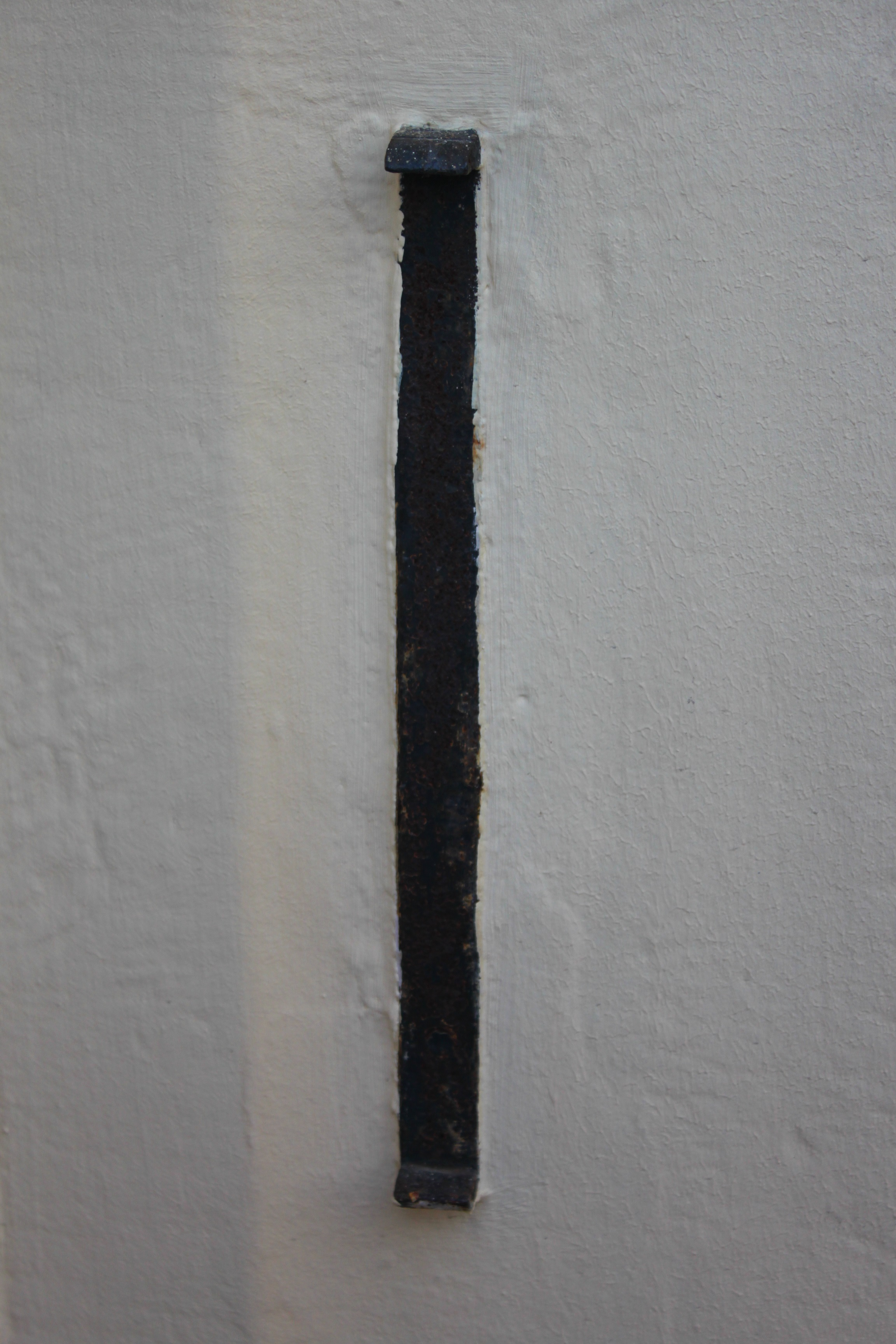
Kulmbacher Fuß, 29 cm

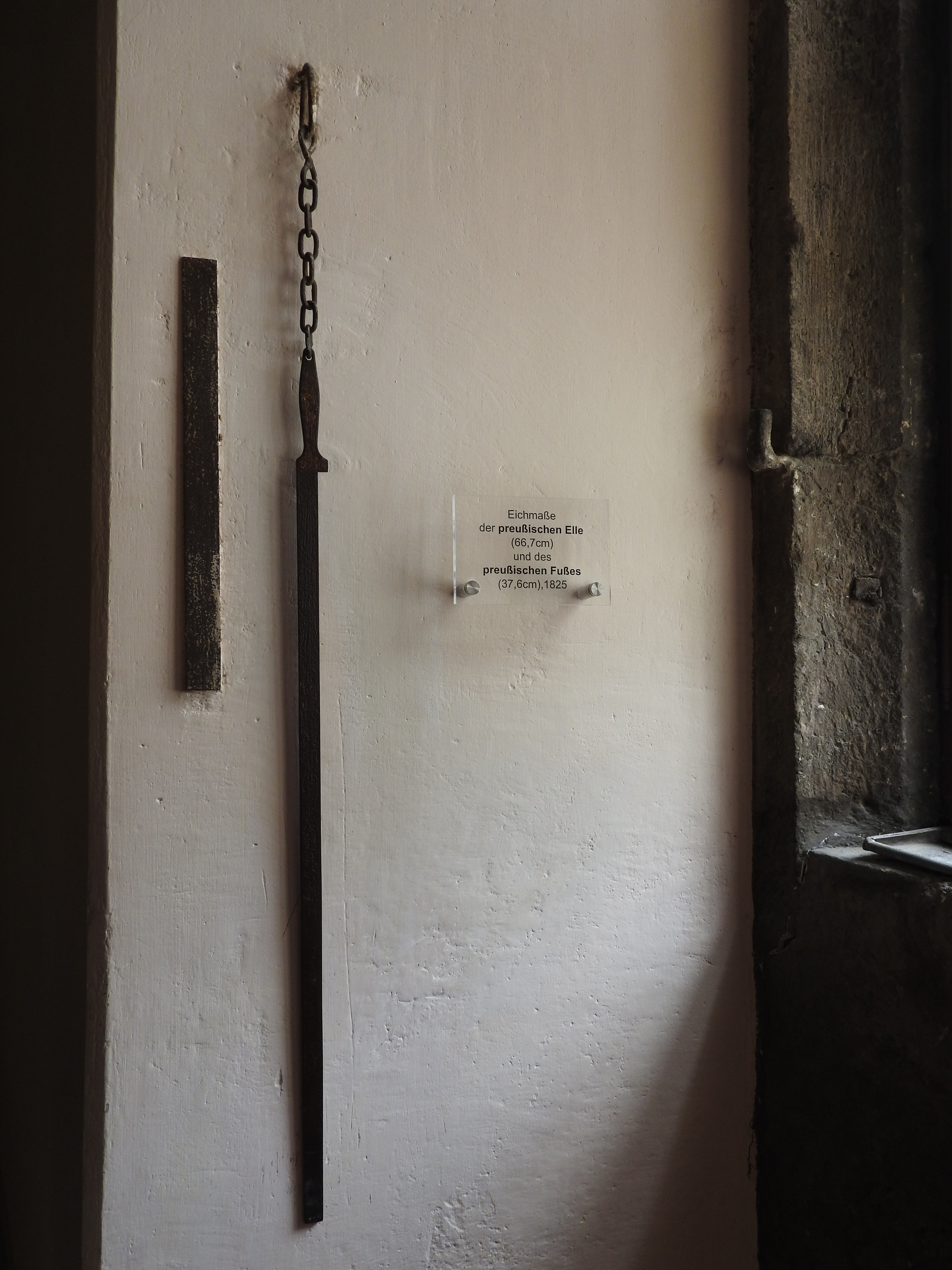
Preußischer Fuß am Rathaus von Mühlhausen/Thüringen, 37,6 cm, 1825

Mit limprandischer Fuß wurde neben dem normalen oder ordinären Fuß das Längenmaß Fuß in Alessandria bezeichnet. Der Unterschied in der Länge war
- 1 limprandischer Fuß = 12 Zoll = 227,7 Pariser Linien = 0,51367 Meter
- 1 ordinärer Fuß = 8 Zoll = 151,8 Pariser Linien = 0,342435 Meter

(Quelle unter)

## Außereuropäische Fußmaße
- Das Cape foot galt in der Kapkolonie.
- Das chinesische Chi ist heute als 1⁄3 m festgelegt.
- Das japanische Shaku ist heute als 10⁄33 m festgelegt.

Chi und Shaku entsprechen in der Länge zwar in etwa dem westlichen Fuß, leiten sich aber von der Handspanne ab.

## Gegenwart

### Fuß als angloamerikanische Maßeinheit
Heutzutage ist mit der Maßeinheit Fuß oder auf Englisch foot bzw. feet die angloamerikanische Längeneinheit Fuß gemeint, die 1959 international mit 30,48 cm definiert wurde. Das Einheitenzeichen ist ft, im Gebrauch als Abkürzung ist auch das Minutenzeichen ′ (in Unicode das „PRIME“-Zeichen U+2032) oder das halbe typografische Anführungszeichen '.
- 1 ft = 1′ = 12 in = ⅓ yd = 30,48 cm
- 1 m ≈ 3,2808 ft

Von 1893 (Mendenhall Order) bis 1959 war der Fuß in den USA als 1 Fuß = 1200/3937 Meter definiert. Der so definierte Fuß wurde noch bis 2022 als U.S. survey foot in der Mehrheit der US-Bundesstaaten für die Landvermessung verwendet. Die Diskrepanz betrug 2 Millionstel: Der international foot ist exakt 0.999998-mal so groß wie der U.S. survey foot. Seit 2023 wird der U.S. survey foot nicht mehr verwendet.

### Wissenschaft
In der Wissenschaft gilt international das dezimale metrische Maßsystem, und selbst in den USA wird in diesem Bereich der foot nicht mehr verwendet.

### Technik
Im Gegensatz zum Zoll, der auch heutzutage noch weltweit verbreitet ist, beispielsweise bei der Größenangabe von Autofelgen, ist der Fuß im technischen Bereich so gut wie nicht mehr international im Gebrauch. Eine der seltenen Ausnahmen ist die gelegentliche Bezeichnung der Breite beim Mähdrescher-Schneidwerk.

### Logistik
Viele Angaben sind in Fuß und Zoll angegeben, so z. B. die Abmessungen der weltweit verbreiteten ISO-Container. Insbesondere die Längenmaße sind hier von Bedeutung, da sie die Grundlage der Klassifikationen darstellen, aus denen sich alle weiteren Maße im Wesentlichen ableiten. Der Standard sind 20′-, 40′- und 45′-Container.

### Luftfahrt
Direkte Werte in Fuß sind am häufigsten in der Luftfahrt anzutreffen, wo sie als feet die gebräuchlichste Maßeinheit der Flughöhe darstellen. Bei geografischen Höhenangaben in Luftfahrtkarten (speziell für Flugplätze und Berge) wird im Zusammenhang mit der Angabe in Fuß der Begriff „Elevation“ (ELEV) verwendet. Im Luftraum über der Übergangshöhe werden die Flugflächen (engl.: flight level, FL) nach ihrer Höhe in Vielfachen von 100 Fuß benannt. Beispiel: Die Höhenangabe „FL120“ bedeutet: „12000 ft über der Standard-Bezugsfläche“.

### Schifffahrt
Viele Maße basieren auf Fuß und Zoll oder werden immer noch direkt darin angegeben. Maße bei Bauvorschriften für z. B. Durchstiege, Raumhöhen oder die Seereling wurden in Fuß oder Zoll definiert und werden heute als Millimeterwerte angegeben (Höhe der Reling 2 Fuß entspricht 610 mm, Abstand der Stützen höchstens 7 Fuß entspricht 2134 mm). Grenzwerte für Schiffsklassen sind oft ganze Fußmaße. Eine Registertonne sind 100 Kubikfuß. Tiefgangs-Marken, die sogenannten Ahmings, die am Bug und Heck eines Seeschiffes und bisweilen auch mittschiffs angebracht sind, sind oft in Fuß skaliert. Bei der Fertigung von Kettengliedern wird zumeist der Zoll verwendet, während die Produkte in Millimeter ausgezeichnet werden (die Glieder einer ¼-Zoll-Kette sind 6,35 mm dick, werden aber als 6-Millimeter-Kette bezeichnet; ⅜ Zoll sind 9,53 mm, werden aber als 10 mm verkauft; und ½ Zoll sind 12,7 mm, heißen aber 13 mm). Auf allen amtlichen amerikanischen Seekarten und nautischen Veröffentlichungen werden Wassertiefen in Fuß angegeben. Hingegen sind die Seekarten der britischen Admiralität inzwischen fast durchgehend metrisch.
Auch wenn es nicht exakt stimmt, nutzen auch Nichtengländer Fußwerte im Namen eines Bootstyps oder einer Marke, um das Boot genauer zu spezifizieren (Boote der Klasse Melges 24 sind 750 cm lang, die Swan 48 hat 1483 cm und nicht korrekte 1463,04 cm = 48 ft).

### Sport
In manchen Sportarten sind Maße ursprünglich runde Fußwerte, werden inzwischen aber häufig in Metern spezifiziert und dabei nur manchmal auf glatte Werte gerundet. Der Basketballkorb beispielsweise hängt 10 ft hoch (umgerechnet 3,048 m). Die Abmessungen eines Fußballtors stammen aus der Zeit, als in England erste Regeln wie die Acht-Acht-Regel aufgestellt wurden. 8 ft (= 2,44 m) hoch und 8 yds (24 ft = 7,32 m) breit. Die britischen Maße werden auch heute noch im FIFA-Regelwerk parallel zu den metrischen Maßen angegeben. Alle vorgegebenen Abmessungen eines Baseball-Spielfeldes sind grundsätzlich Fuß-Maße.

### Orgelbau
Im Orgelbau wird der Fuß heute für die Angabe der Tonhöhe von Orgelpfeifen verwendet. Die sogenannte Fußtonzahl gibt die klingende Tonhöhe eines Orgelregisters an. Bei einem 8′-Register lässt die Taste C auch den Ton C erklingen, bei einem 4′-Register den Ton c0 usw. Dabei wird von einer theoretischen Standardpfeife für die Taste C ausgegangen. Für die heutige Stimmung hat im Orgelbau ein Fuß etwa 32 cm. Abhängig von der Bauart weicht die tatsächliche Länge einer Pfeife bei gleicher Tonhöhe jedoch von der in Fuß angegebenen Länge ab.
Auch die Unterschiede der regional üblichen Fußmaße im historischen Orgelbau spielten bei der Nennung der Fußtonzahl keine Rolle, da sie nur grob angegeben wurde. So wurde beispielsweise das Maß 2 2⁄3′ regelmäßig als 3′ geschrieben.